# إيرفينغ (مينيسوتا)
إيرفينغ (بالإنجليزية: Irving Township)‏ هي بلدة في مقاطعة كانديوهي، مينيسوتا، الولايات المتحدة. كان عدد سكانها في تعداد عام 2000، نحو 787 نسمة.
نشئت بلدة إيرفينغ في عام 1868. ووفقا ل وارين أبهام ، فأن البلدة ربما سميت على أسم المؤلف الأمريكي واشنطن إيرفينغ.